# 加瀬信行
加瀬 信行（かせ のぶゆき、1972年2月16日 - ）は、日本の俳優である。本名同じ。旧芸名は加瀬 尊朗（かせ たかお）。
千葉県佐原市（現:香取市）出身。2025年4月末までエムズエンタープライズに所属していた。身長178cm。体重65Kg。血液型はO型。水瓶座。

## 略歴
1972年2月16日、千葉県に生まれる。
1990年に俳優養成所入所、11月に舞台『グランドホテル』でデビュー。
1991年には俳優養成所を卒業。1993年、『LA.OUISINE 鰻編』に出演。これがドラマ初出演となる。
1997年、『ウルトラマンダイナ』にカリヤ・コウヘイ役で出演。一躍人気者となり、テレビシリーズと連動して公開された『ウルトラマンティガ&ウルトラマンダイナ 光の星の戦士たち』で映画初出演。
2011年7月、芸名を加瀬尊朗から本名の加瀬信行へ改名する。改名の理由は後述。
2012年6月にはFacebookを開始。また、同年7月にはブログを開設、10月からはTwitterも始めている。

## 人物
『ウルトラマンダイナ』のカリヤ・コウヘイ隊員役でおなじみであり、2012年に公開された映画『ウルトラマンサーガ』では2001年に発売された『ウルトラマンダイナ 帰ってきたハネジロー』以降11年ぶりにカリヤ・コウヘイ役で他のスーパーGUTSメンバーとともに出演した。なお、本作では副隊長に昇格している。
趣味は水泳・キーボード・パソコンなど。
普通自動車免許を取得している。
『ウルトラマンダイナ』に出演していた頃、「カリヤヘア」と呼ばれる髪型をしており逆さになってもセットが乱れなかったため、カツラ疑惑をかけられたことがある。

## 芸名改名への経緯
デビュー当時から加瀬尊朗名義で活躍していたが、2011年7月に本名の加瀬信行へと改名した。
理由は第一に、読めない人が多いためである。営業努力で覚えていただけばいいのかなとも考えていたのだが、ここ数年、映像の仕事で初めてのスタッフ達と、短期間の仕事というのが多く、名前を紹介してもらう際、よく名前をタカアキなどと間違えられてしまい、訂正すると監督が紹介してくれたADを叱ったりするために、空気が悪くなってしまうからである。
第二に、所属事務所から荷物が届いた時に尊朗名義で来るのだが、不在票を持って郵便局に取りに行くときに、身分証を提示して「ご家族の方ですか？」と訊かれ、「はい」と小さな嘘をつくのも心苦しくなってしまうため。
芸名は芸名で楽な部分も多かったらしいが、何故かプロフィールに本名が載っており、ウィキペディアにも堂々と書いていたため、もういいかと思い、改名に至った。

## 出演

### テレビドラマ

#### 加瀬尊朗名義
- LA.QUISINE 鰻編（1993年1月、フジテレビ） - 板前 役
- きっとしあわせ（1994年7月31日、フジテレビ） - 殺人事件の犯人の娘の恋人 役
- オ・ト・ナにして 〜Complex Blue（1995年1月10日 - 3月28日、テレビ朝日）
- 藏 第1話（1995年6月4日、NHK） - 従業員 役
- イタズラなKiss（1996年10月、テレビ朝日）
- ウルトラマンダイナ（1997年9月6日 - 1998年8月29日、TBS） - カリヤ 役
- 櫂（1999年5月6日 - 20日、NHK） - 従業員 役
- 探偵家族 最終話（2002年9月14日、日本テレビ）
- リモート 第9話（2002年12月7日、日本テレビ）
- 愛の110番（2003年3月31日 - 5月23日、TBS） - 宮内健 役
- マルサ!!東京国税局査察部 第11話（2003年6月17日、フジテレビ）
- 金田一耕助シリーズ 白蝋の死美人（2004年4月26日、TBS）
- 火消し屋小町（2004年7月12日 - 8月12日、NHK）
- 金曜エンタテイメント→金曜プレステージ（フジテレビ）
  - おばさんデカ 桜乙女の事件帖13（2004年12月10日）
  - 大空港警察副署長 日暮征次郎走る!（2005年7月22日）
  - 奥様は警視総監（2006年7月21日）
  - 法の庭（2007年8月17日）
  - 日向夢子調停委員事件簿5（2008年8月22日） - 平岡直哉 役
- すずがくれた音（2004年9月6日 - 10月15日、TBS）
- うちはステップファミリー（2005年4月4日 - 5月27日、TBS） - 今井 役
- 電車男（2005年7月5日 - 9月22日、フジテレビ） - 主人公を励ます掲示板の常連・池面男 役
- 火曜サスペンス劇場（日本テレビ）
  - ドクターヘリ 救急外科医 若月灯子（2005年8月9日） - 水野真治 役
  - 女検事 霞夕子（2006年11月7日） - 石垣進 役
- 小早川伸木の恋 第1話（2006年1月12日、フジテレビ） - 大村正治 役
- 月曜ミステリー劇場→月曜ゴールデン（TBS）
  - 外科医零子4 ハートの240秒（2006年2月20日）
  - 自治会長・糸井緋芽子社宅の事件簿8（2007年2月19日）
  - 家族（2009年5月18日）
  - 警視庁機動捜査隊216II（2011年10月31日） - タクシー運転手 役[7]
- 翼の折れた天使たち 第三夜「アクトレス」（2006年3月1日、フジテレビ） - 矢作武夫 役
- 偽りの花園（2006年4月6日 - 6月30日、フジテレビ）
- 輝く女シリーズ（8）“贅沢なお産”（2006年5月30日、日本テレビ）
- 14才の母（2006年10月11日 - 12月20日、日本テレビ）
- のだめカンタービレ （2006年10月16日 - 12月25日、フジテレビ） - 教師 役
- 銭華2 DX豪華版（2007年4月4日、日本テレビ）
- 土曜ワイド劇場（テレビ朝日）
  - 温泉㊙大作戦4（2007年7月21日） - 水谷正平 役
  - ショカツの女〜新宿西署・刑事課強行犯係（2007年11月10日）
  - 特ダネ㊙記者!嘉門公平の殺人取材（2009年9月19日）
  - 炎の警備隊長・五十嵐杜夫8（2010年1月16日） - 真中刑事 役
- 有閑倶楽部（2007年10月16日 - 12月18日、日本テレビ） - 国吉 役
- 三代目のヨメ!（2008年1月7日 - 2月29日、TBS）
- 腐女子デカ 第3話（2008年2月2日、テレビ朝日） - 屋崎太郎 役
- 交渉人〜THE NEGOTIATOR〜 第1シリーズ 第7話（2008年2月21日、テレビ朝日） - 瀬能浩史 役
- 水曜ミステリー9
  - 銀座高級クラブママ青山みゆき3（2008年7月23日、テレビ東京）
- ホカベン（2008年4月16日 - 6月18日、日本テレビ） - 検察官 役
- ロト6で3億2千万円当てた男 第9話（2008年8月29日、テレビ朝日）
- 風のガーデン 第2話（2008年10月16日、フジテレビ）
- トライアングル（2009年1月6日 - 3月17日、フジテレビ）
- BOSS（2009年4月16日 - 6月25日、フジテレビ）
- チームバチスタ第2弾 ナイチンゲールの沈黙（2009年10月9日、フジテレビ）
- アンタッチャブル〜事件記者・鳴海遼子〜 第1、2、6話（2009年10月16日、23日、11月20日、テレビ朝日）
- サギ師リリ子（2009年2月20日 - 24日、テレビ東京） - 韓国人詐欺師・キム 役
- ジロチョー 清水の次郎長維新伝（2010年1月13日、テレビ東京） - 小岩 役
- 怪物くん 第4話（2010年5月8日、日本テレビ）
- 歌セラ 第3話「避難カラオケ」（2010年10月28日、TBS）
- 秘密 第3話（2010年10月29日、テレビ朝日）
- 最上の命医 第5話（2011年2月7日、テレビ東京）
- LADY〜最後の犯罪プロファイル〜 第4話（2011年1月28日、TBS） - 東京拘置所の看守 役
- プロポーズ兄弟〜生まれ順別 男が結婚する方法〜 第4夜「一人っ子が結婚する方法」（2011年2月24日、フジテレビ） - 青山の店のオーナー 役
- 名探偵コナン 工藤新一への挑戦状 第5話（2011年8月4日、日本テレビ） - 刑事 役[7]

#### 加瀬信行名義
- 全開ガール 第1・2話（2011年7月11日、18日、フジテレビ） - 衛 役
- 水曜ミステリー9（テレビ東京）
  - 刑事吉永誠一 涙の事件簿8（2011年10月12日） - 立花芳樹 役
  - 特命おばさん検事! 花村絢乃の事件ファイル（2012年12月26日） - 西郷検事 役
  - 特命おばさん検事! 花村絢乃の事件ファイル2（2014年2月5日） - 西郷検事 役
- 金曜プレステージ（フジテレビ）
  - 小京都連続殺人事件（2012年） - 芹沢洋介 役
  - 外科医 鳩村周五郎11（2013年2月22日） - 服部雄介 役
- 赤川次郎原作 毒<ポイズン> 第1話（2012年10月4日、日本テレビ） - 浜田陽介 役
- 好好!キョンシーガール〜東京電視台戦記〜 第10話（2012年12月14日、テレビ東京） - 刑事 役
- 最高の離婚 第10話（2013年3月14日、フジテレビ）
- 月曜ゴールデン（TBS）
  - 刑事シュート しゅうと&ムコの事件日誌4（2013年4月1日） - 東秀紀 役
- 刑事吉永誠一 涙の事件簿 第4話（2013年11月1日、テレビ東京） - 久保寺幸夫 役
- 大岡越前 第5・7話（2013年6月8日、2014年1月10日、NHK BSプレミアム） - 為吉 役
- 土曜ワイド劇場（テレビ朝日）
  - タクシードライバーの推理日誌34（2013年12月7日） - 藤本圭太 役
- アリスの棘 第6話（2014年5月16日、TBS） - 三浦幸彦 役
- BG〜身辺警護人〜（2020年7月30日、テレビ朝日） - 岡野 役
- 記憶捜査2〜新宿東署事件ファイル〜 （テレビ東京）
  - シーズン2 第6話・最終話（2020年11月27日・12月4日） - 茗荷崎健也 役
  - スペシャル2（2022年6月20日）
- 世にも奇妙な物語'21秋の特別編「金の卵」（2021年11月6日、フジテレビ） - 警官1 役
- 元彼の遺言状 第10話（2022年6月13日、フジテレビ）
- テイオーの長い休日 第3話（2023年6月17日、東海テレビ・フジテレビ） - 再現ドラマのゴルフ実況 役
- こっち向いてよ向井くん 第3話（2023年7月26日、日本テレビ） - 不動産業者 役
- この素晴らしき世界 第7話（2023年8月31日、フジテレビ） - 近藤 役
- 婚活1000本ノック 第9話（2024年3月13日、フジテレビ）
- 特捜9 season7 第3話（2024年4月17日、テレビ朝日）[8]
- 肝臓を奪われた妻 第5話（2024年5月1日、日本テレビ） - マネージャー 役
- 奪われた僕たち 第4話（2024年5月3日、MBS）
- マル秘の密子さん 第1話・第2話・第4話・第5話（2024年7月13日・20日・8月3日・17日、日本テレビ） - 友川拓郎 役[9]
- ビリオン×スクール 第8話（2024年8月23日、フジテレビ）
- 素晴らしき哉、先生! 第7話（2024年9月29日、朝日放送テレビ・テレビ朝日系） - 刑事 役[10]
- オクトー 〜感情捜査官 心野朱梨〜 Season2 第2話（2024年10月10日、読売テレビ・日本テレビ系） - 髙橋真人 役[11]
- Qrosの女 スクープという名の狂気 第4話・第5話・第7話（2024年10月28日・11月4日・18日、テレビ東京） - 佐伯マネージャー 役[12]
- それぞれの孤独のグルメ 第6話（2024年11月9日、テレビ東京） - 配達員 役
- 家政夫のミタゾノ 第7シーズン 最終回（2025年3月11日、テレビ朝日） - 折原健三の秘書 役[13]
- 旅人検視官 道場修作 第4弾（2025年3月22日、BS日テレ） - 羽村和義 役[14]
- 失踪人捜索班 消えた真実 第4話・第5話・第7話・最終回（2025年5月2日・9日・30日・6月6日、テレビ東京） - 豊崎刑事 役[15]

### 映画
加瀬尊朗 名義
- ウルトラマンティガ&ウルトラマンダイナ 光の星の戦士たち（1998年3月14日、松竹） - カリヤ・コウヘイ 役
- ウルトラマンティガ THE FINAL ODYSSEY （2000年3月11日、松竹） - カリヤ・コウヘイ 役
- ウルトラマンコスモス2 THE BLUE PLANET（2002年8月3日、松竹） - カノウ隊員 役
- ウルトラマンコスモスVSウルトラマンジャスティス THE FINAL BATTLE（2003年8月2日、松竹） - カノウ隊員 役
- 大決戦!超ウルトラ8兄弟（2008年9月13日、松竹） - 市民B 役
- カイジ 人生逆転ゲーム（2009年10月10日、東宝）

加瀬信行 名義
- ウルトラマンサーガ（2012年3月24日、松竹） - カリヤ・コウヘイ 役
- 口裂け女 リターンズ（2012年7月7日、ジョリー・ロジャー）
- ビンゴ（2012年9月22日公開、ジョリー・ロージャー）
- メサイア「漆黒ノ章」（2013年8月31日、フロンティアワークス）
- サイコギャンブラー破滅的遊戯（2014年4月23日、マジカル） - 加賀谷財閥総帥 役
- ウルトラマンジード つなぐぜ! 願い!!（2018年3月10日、松竹） - 「MJガリレー」バーテンダー

### 配信ドラマ
加瀬尊朗 名義 
- ドラマ版ふたりエッチ（2011年、Ustream） - 小野田明 役

加瀬信行 名義 
- 新聞記者 第1話・第2話（2022年1月13日配信、Netflix）

### オリジナルビデオ
加瀬尊朗 名義
- ウルトラマンティガ外伝 古代に蘇る巨人（2001年1月25日発売、バンダイ） - トビタカ 役
- ウルトラマンダイナ 帰ってきたハネジロー（2001年2月25日発売、バンダイ） - カリヤ・コウヘイ 役

### 舞台
加瀬尊朗 名義
- グランドホテル （1990年11月、東京プリンスホテル）
- シャラブ（1992年5月、北沢タウンホール）
- 朝から夜中まで（1995年2月、東京芸術劇場）
- イーハトーボの音楽劇・銀河鉄道の夜（1995年8月、青山劇場）
- 12人の浮かれる男女（1999年4月28日 - 5月2日、明石スタジオ） - サラリーマン陪審員5号 役
- 浪花のおよし捕物帳〜この小さな手に幸せを〜（2004年6月1日 - 27日、大阪・新歌舞伎座、2004年9月1日 - 28日、新宿コマ劇場）
- TEN COUNT〜秋の章〜（2008年11月、俳優座劇場）

加瀬信行 名義
- かたつむり 第1章「宵待草」（2012年7月20日 - 28日、笹塚ファクトリー）
- 闇の皇太子（2012年10月17日 - 2012年10月21日、上野ストアハウス）
- BANANA FISH（2012年10月24日 - 11月4日、六行会ホール）
- 冬のバッキャロー!（2013年2月5日 - 2月13日、笹塚ファクトリー）
- メサイア「銅ノ章」（2013年4月10日 - 4月14日、シアターサンモール）
- 独りぼっちの地球人 feat.ULTRASEVEN（2013年9月12 - 16日、円谷プロダクション） - 高木春道 役

### CM
- マリエール平安閣（2001年）
- TBSインフォマーシャル アイドル刑事（2004年）
- 千葉コープ（2005年12月 - 2006年11月）
- ポッカコーポレーション（ポッカコーヒー）（2007年4月 - 6月）
- ファミリーマート フライドチキン（2009年10月 - 2010年3月）